# برجر كنج
برجر كنج (بالإنجليزية: Burger King) هي شركة دولية كبيرة سلسلة مطاعم الوجبات السريعة، معظمهم بيع لحوم والبطاطا المقلية، والمشروبات غير الكحوليه والحلويات المختلفة، والشطائر. ويقع مقره في الفردي مقاطعة ميامي - دايد في فلوريدا فقط خارج مدينة ميامي. هانجري جاكس هو المستفيد من برجر كنج، والتي تملك وتدير أكثر من 300 الامتيازات المطاعم في أستراليا.

## لمحة تاريخية
تأسست الشركة عام 1953 في مدينة جاكسونفيل بولاية فلوريدا الأمريكية تحت اسم إنستا برغر كنغ على يد كيث ج.كرامر وماثيو بيرنز الذان استخدما أفرانًا لصناعة البرغر كانت تسمى إنستا برويلر واستوحيا منها اسم المطعم. نجحت الشركة في بادئ الأمر وباعت حقوق امتيازاتها التجارية في أنحاء الولايات المتحدة الأمريكية،  ولكن سرعان ما تعثرت الشركة ماليًا في عام 1959 فاشتراها إثنين من أصحاب الامتيازات في مدينة ميامي بولاية فلوريدا هما جيمس ماكلامور، وديفيد ر. إيدجيرتون الذان قاما بإعادة هيكلة الشركة وإعادة تسمية سلسلة المطاعم لتصبح برغر كنغ كما هي معروفة حاليًا. أدار الاثنان الشركة ككيان مستقل لمدة ثماني سنوات توسعت السلسلة خلالها وافتتحوا ما يزيد عن أكثر 250 مطعمًا في الولايات المتحدة الأمريكية، قبل أن يبيعا الشركة بعد ذلك لشركة بيلسبوري في عام 1967.
حاولت إدارة شركة بيلسبري عدة مرات إعادة هيكلة سلسلة مطاعم برغر كنغ خلال أواخر سبعينيات وأوائل ثمانينيات القرن العشرين. وكان التغيير الأبرز في تاريخ إدارتها للسلسلة هو الاستعانة في عام 1978 بالمدير التنفيذي لشركة ماكدونالدز السيد دونالد ن. سميث للمساعدة في تجديد الشركة، وقد عرفت هذه العملية باسم عملية فينيكس. أعاد سميث هيكلة أعمال الشركة على جميع المستويات. تضمنت التغييرات التي قام بها عقد اتفاقيات امتيازات محدثة، والتوسع في قوائم الطعام، وتجديد تصميمات المطاعم وجعلها موحدة قبل أن يغادر الشركة ويذهب للعمل مع شركة بيبسيكو للمشروبات في عام 1980، وقد أعقب ذلك حدوث انخفاض في المبيعات على مستوى جميع مطاعم السلسلة. استمر الفشل الإداري والقيادة غير الفعالة في عرقلة مسيرة الشركة لسنوات عديدة، قبل أن تستحوذ شركة جراند ميتروبوليتان الترفيهية البريطانية على شركة بيلسبري في عام 1989. وقد باعت الشركة العديد من أصول برغر كنغ في محاولة للربح من بيعها وسرحت العديد من موظفيها. اندمجت شركة جراند متروبوليتان مع شركة غينيس في عام 1997، وكونا معًا شركة دياغو.
شهد القرن الحادي والعشرون عودة سلسلة مطاعم برغر كنغ إلى الاستقلال بعد أن اشترتها مجموعة من الشركات الاستثمارية وعلى رأسها شركة تي بي جي كابيتال في عام 2002 مقابل 1.5 مليار دولارًا أمريكيًا. طرحت الشركة بعد ذلك للاكتتاب العام في عام 2006 بطرح أولي ناجح للغاية.

## نظرة عامة

### التاريخ
برجر كنج أول مطعم اصلا يسمى insta برجر كنج، وافتتح في 4 كانون الأول/ديسمبر 1954، في إحدى ضواحي ميامي، فلوريدا، الولايات المتحدة جيمس ودافيد مكلاموري اجيرتون، سواء كانوا من خريجي جامعة كورنيل كلية إدارة الفنادق. مكلاموري بزياره همبرغر الوقوف المنتمين إلى ماك وديك ماكدونالد في سان برناردينو، كاليفورنيا؛ القدرة على الإحساس الإمكانات الابتكاريه في خط التجميع على أساس نظام الإنتاج، فقرر وضع صيغة لبلده. وفي عام 1989، حصل نوع برجر كنج العديد من المواقع الرئيسية في المملكة المتحدة منافسه ويمبي عندما اشترت الشركة الأم نوع من المالك السابق للامم البسكويت وإعادة صفت بانها «برجر كنج»، واعطائها أكبر في هذا البلد. بينما «ويمبي» المواقع لا تزال التجارة اليوم (الآن مستقلة عن ') ولم يعد لهم وجود فعلت مرة (السوق تهيمن عليه برجر كنج والأكبر ماكدونالد).

## التواريخ الرئيسية
1954 : ديفيد جيمس ومكلاموري اجيرتون إنشاء شركة برجر كنج.
1957 : شنت الهائل.
1958 : أول إعلان تلفزيوني.
1959 : تبدأ الشركة في التوسع في منح الامتيازات.
1967 : برجر كنج يباع لبيلسبري.
1977 : دونالد سميث يستأجر لإعادة هيكلة الشركة لنظام الانتخاب.
1982 : برجر كنج عن المطالبات مشوي البرغر أفضل من منافسيه '(ماكدونالد ويندي) مع فريد البرغر.
2002 : مجموعة من المستثمرين بقيادة تكساس مجموعة الهادئ اكتساب برجر كنج.

## المنازعات التجارية
إذ توسع في الولايات المتحدة، برجر كنج وجد أن العمليات الصغيرة كانت تستخدم الاسم. أحد هذه المطاعم، الينوي ماتوون التفاوض إلى تسوية تمنع فتح سلسلة من المواقع داخل 20 ميلا (32 كم).
في علامة تجارية التسوية مع سان انطونيو المحلية سلسلة الهائل برجر كنج، لم يسمح لفتح المواقع داخل البلدين من المدينة. سلسلة النهاية اشتراها في منتصف الثمانينات، مما يفتح الطريق امام سان انطونيو برجر كنج المواقع. علامة تجارية الصراع تنشأ أيضا في أستراليا؛ انظر هانجري جاكس في ادناه.

### حقائق وارقام

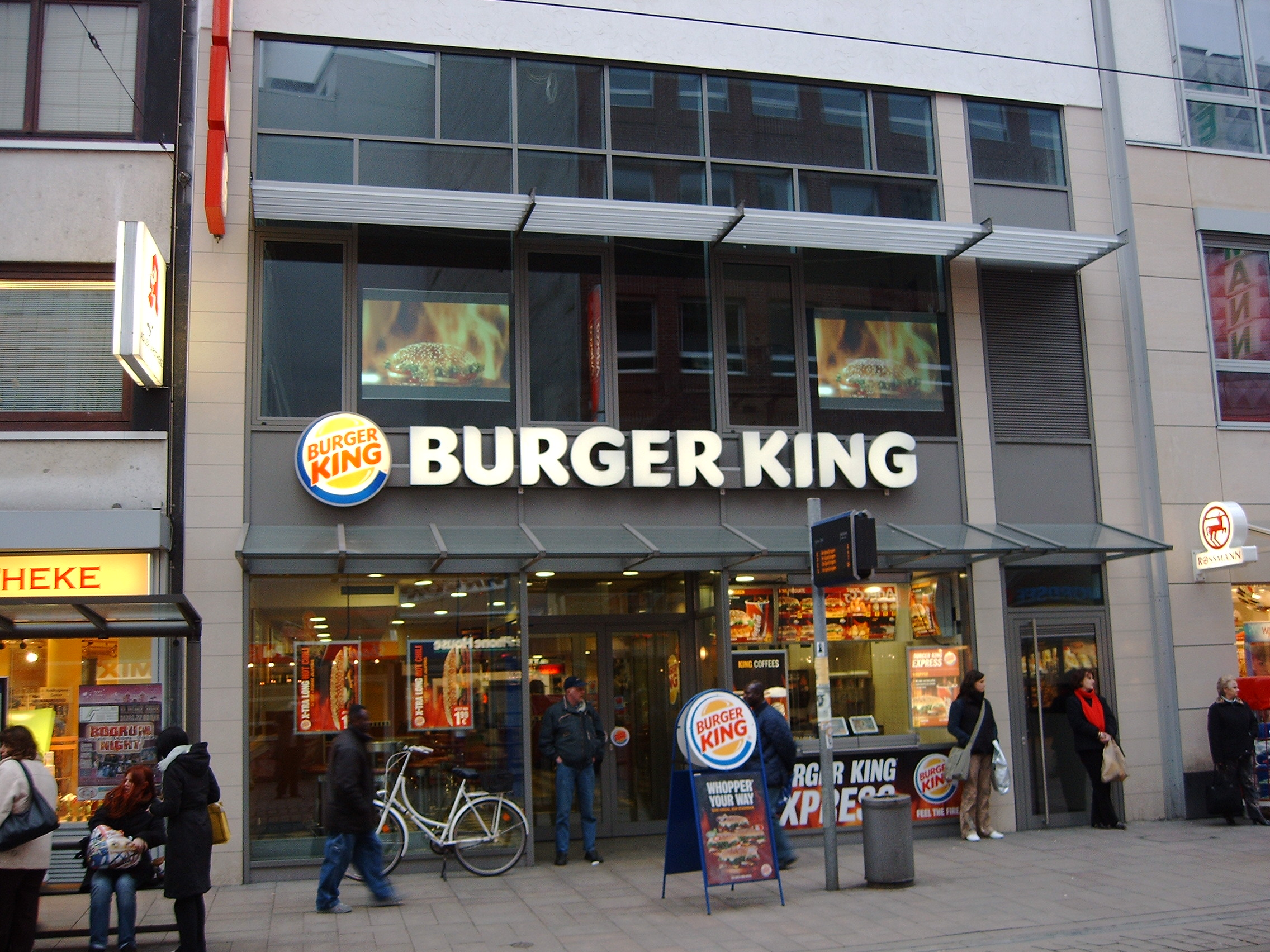
مطعم برجر كنج

برجر كنج المقتنيات هي الشركة الام لبرجر كنج، في الولايات المتحدة، وهو يعمل تحت عنوان برجر كنج الماركات بينما دوليا وهو يعمل تحت راية شركة برجر كنج. فهو علنا يتاجر مع شركة من شركات الاستثمار تكساس مجموعة الهادئ يولاندا العاصمة، وغولدمان ساكس عن كل تملك 25 ٪ من الشركة.
تاريخيا، برجر كنج كان ثاني أكبر سلسلة برجر في أميركا الشمالية وراء ماكدونالد. ومع ذلك، برجر كنج في الإيرادات وحصة السوق آخذة في الانخفاض. وفي أوائل القرن الحادي والعشرين، برجر كنج سقطت بالقرب من التعادل إلى المرتبة الثانية مع ليندي. برجر كنج تم اغلاق المحلات التي كان اداؤها وتغيير إستراتيجية التسويق في محاولة لتحويل ثرواته حولها. وفي السنة المالية 2002، كانت الشركة قد بمبلغ 11.3 مليار دولار في إجمالي المبيعات.
اعتبارا من عام 2006، هناك أكثر من 11 برجر كنج المنافذ في 61 بلدا. 66 ٪ من المطاعم في الولايات المتحدة. الشركة لديها أكثر من 000 موظفا يعملون نحو 11.4 مليون عميل يوميا. حوالي 90 ٪ من مطاعم برجر كنج مملوكة ملكيه خاصة وتشغيلها، أو تلزيمها. بينما برجر كنج شركة تضع معايير لتخزين المظهر الخارجي، ونوعية الاغذيه وقوائم الطعام، ممتلك التحكم ساعة من العمليات الداخلية ديكور وازياء الموظفين والتسعير والاجور. مثلا، شركة ماجيك جونسون ماجيك جونسون المشاريع اشترى 30 برجر كنج المتاجر في 7 حزيران / يونية 2004.
المخازن تزيين مع موضوع الرياضة تذكاريه. هذه المواقع فتح رسميا يوم 3 ديسمبر 2004. برجر كنج منذ امد بعيد في وجود الجيش الأميركي وسلاح الجو الأميركي المنشآت في جميع أنحاء العالم، تعود إلى الثمانينات، في اطار عقد مع الجيش والقوات الجوية للتبادل. اليوم، في حين سلاسل أخرى مثل تاكو بيل Popeye ونفق لها وجود على قواعد عسكرية رئيسية، كل من الجيش والقوات الجوية تركيب يستضيف مطعم '. برجر كنج منافذ كثيرة، حتى داخل المدن، تحتاج إلى زبائن لتشغيل السيارات لشراء الغذاء أثناء ساعات متاخره من الليل.
برجر كنج واحدة من الشركات القليلة التي لا تقبل الاتصال عبر البريد الإلكتروني.

## المواقع والفروع

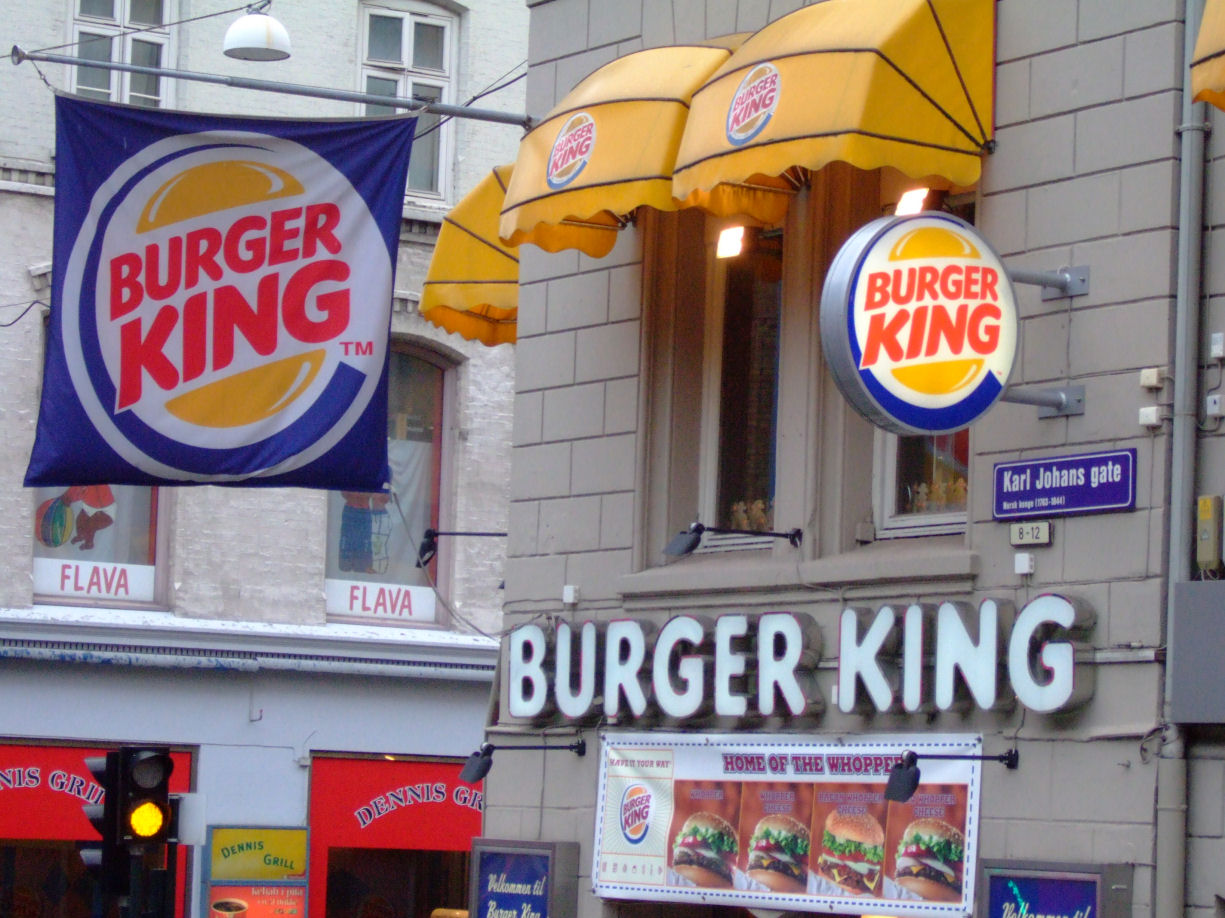
مطعم برغر كنغ في العاصمة النرويجية أوسلو

بدأت سلسلة مطاعم برغر كنغ التوسع والانتشار خارج الولايات المتحدة الأمريكية في عام 1963 حين افتتحت أول مطعم لها في مدينة سان خوان في بورتوريكو، ثم افتتحت أول مطعم لها في كندا في مدينة وندسور عام 1969.

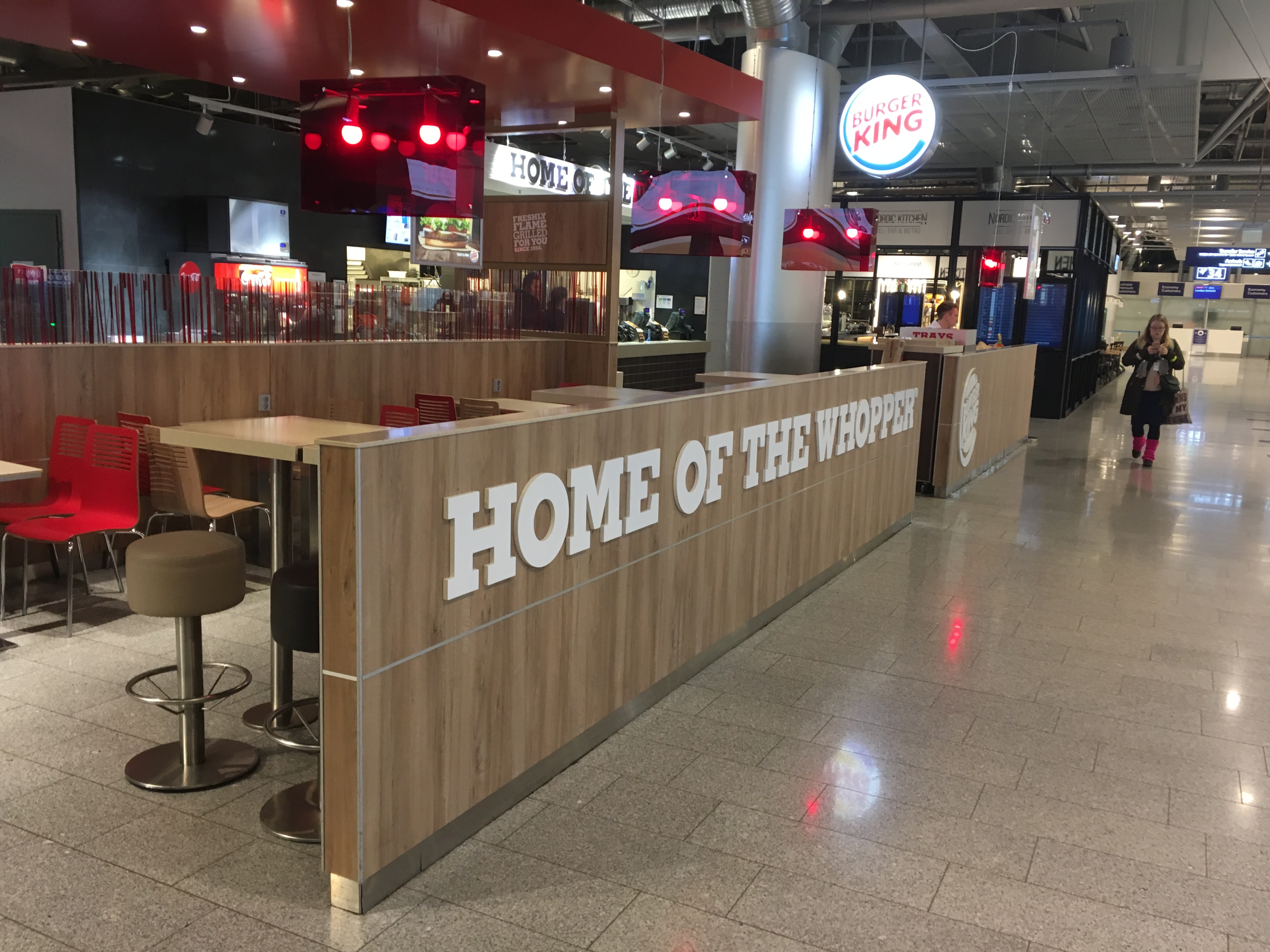
مطعم برغر كنغ بمطار هلسنكي في فنلندا

بدأ دخول مطاعم برغر كنغ لمنطقة أمريكا الوسطى وأمريكا الجنوبية في أواخر سبعينيات القرن العشرين، وفي أوائل ثمانينيات القرن العشرين كانت قد أضافت فروع لها في كل من فنزويلا، وتشيلي، والأرجنتين. ودخلت برغر كنغ قارة أوقيانوسيا لأول مرة في عام 1971، ثم دخلت القارة الأوروبية لأول مرة في عام 1975 بافتتاح مطعمها في العاصمة الإسبانية مدريد.

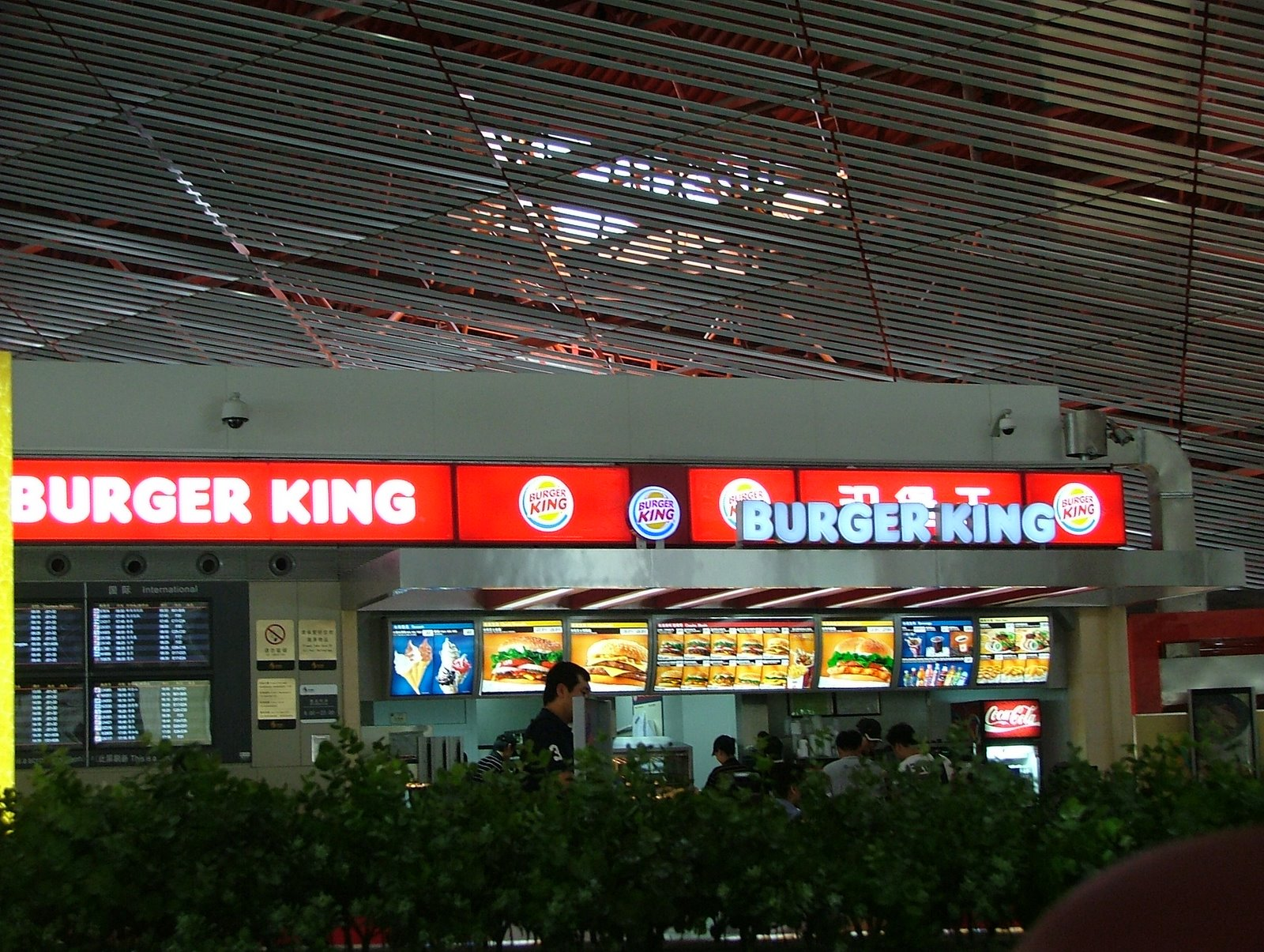
مطعم برغر كنغ في مطار بكين الدولي في الصين

دخلت برغر كنغ الأسواق الأسيوية بافتتاح العديد من المطاعم سواء المملوكة لها، أو تلك المملوكة لأصحاب الامتيازات في دول مثل اليابان وتايوان وسنغافورة وكوريا الجنوبية، ولكن في عام 2001 اضطرت إلى إغلاق جميع مطاعمها في اليابان بسبب قوة المنافسين هناك قبل أن تعود مرة أخرى إلى السوق اليابانية في يونيو 2007.
استطاعت برغر كنغ في عام 2008 أن تصبح أكبر سلسلة مطاعم في العديد من دول العالم مثل المكسيك وإسبانيا. وصل عدد مطاعم برغر كنغ حول العالم في عام 2017 إلى ما يزيد عن 12000 مطعم.

### البلدان التي تتواجد فيها مطاعم برجر كنج

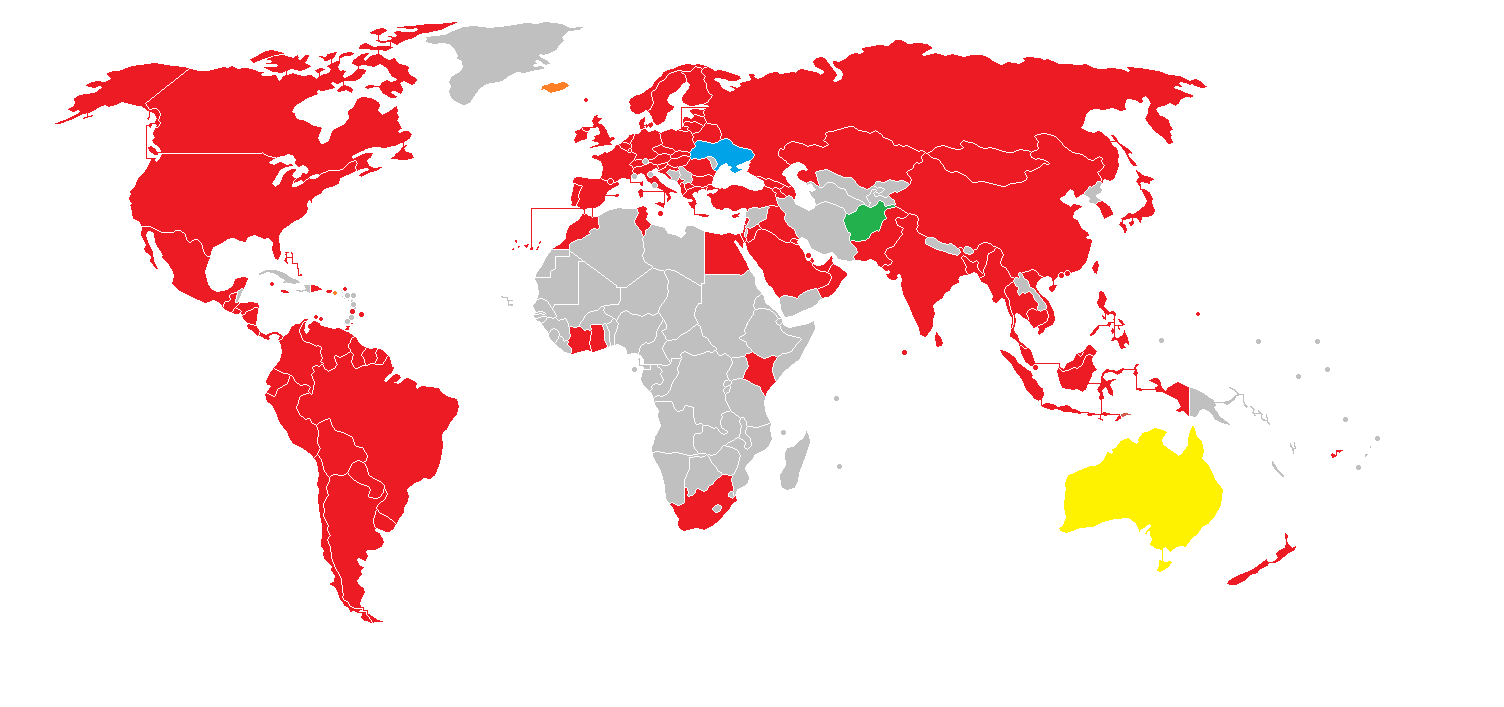
توزع مطاعم برجر كنج حول العالم، بالأحمر الدول الحالية التي نتواجد عليها سلسة مطاعم برجر كنج، بالبرتقالي الدول التي كانت بها مطاعم برجر كنج

- أفغانستان
- أستراليا
- النمسا
- البحرين
- البرازيل
- بلغاريا
- كندا
- قبرص
- مصر
- ألمانيا
- المجر
- إيطاليا
- اليابان
- الأردن
- كازاخستان
- الكويت
- العراق
- لبنان
- باكستان
- قطر
- السعودية
- إسبانيا
- تركيا
- أوكرانيا
- الإمارات العربية المتحدة
- الولايات المتحدة
- المملكة المتحدة
- المغرب
- إسرائيل
- الهند
- سريلانكا
- فرنسا
- روسيا البيضاء
- الفلبين
- كرواتيا
- جورجيا
- تونس
- سلطنة عمان
- أرمينيا
- جنوب أفريقيا

## قوائم الطعام

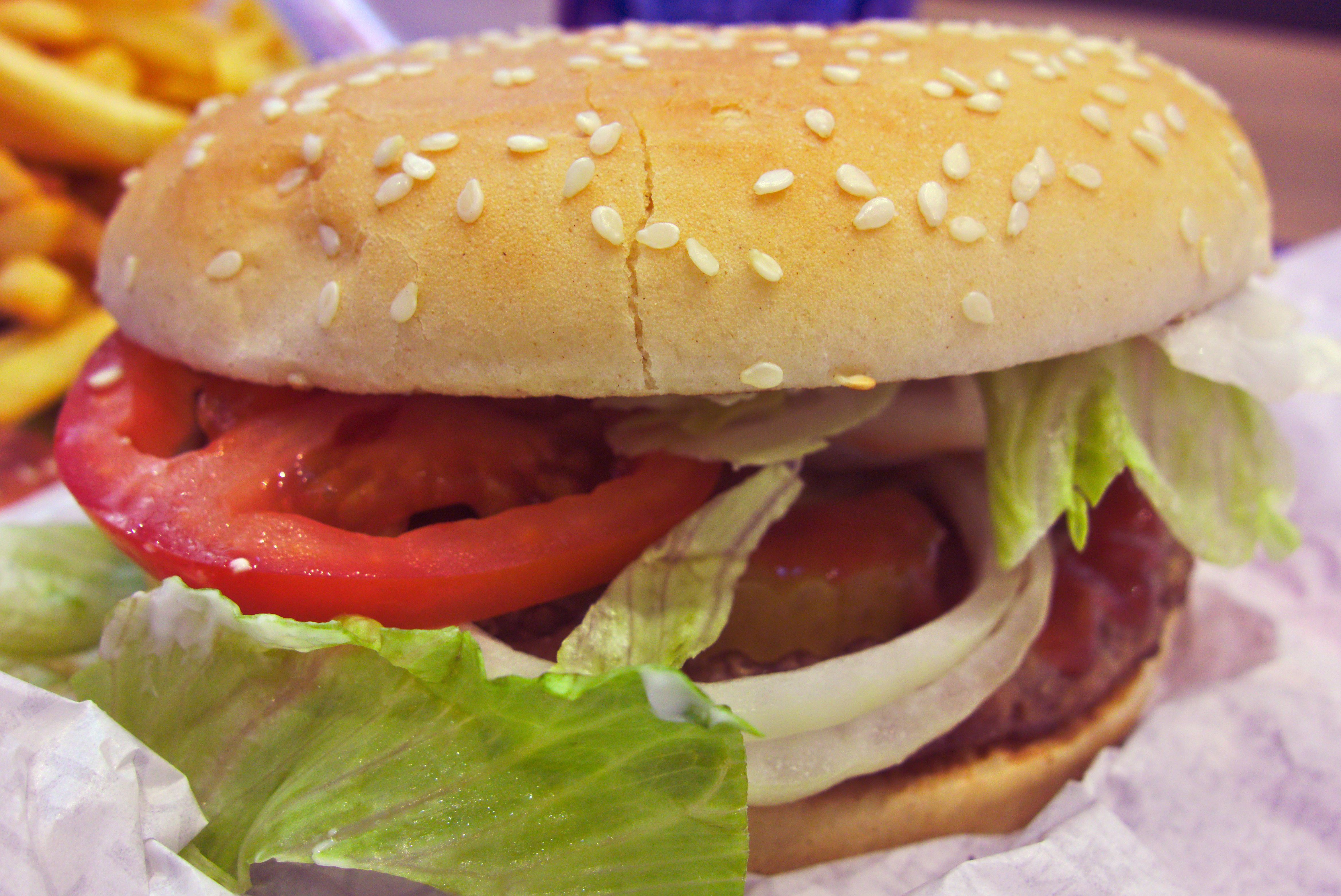
شطيرة الووبر المميزة لبرغر كنغ

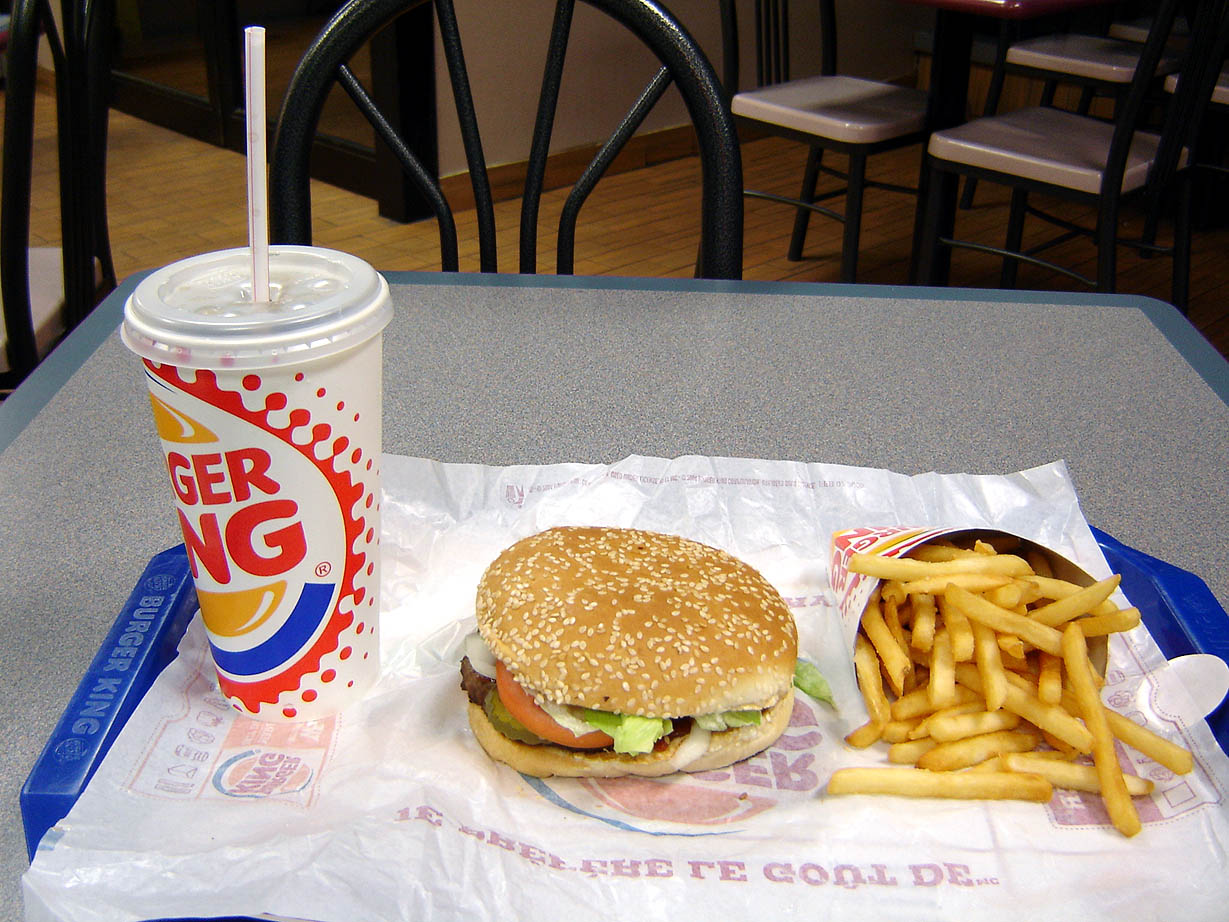
وجبة في برغر كنغ تتكون من شطيرة الووبر مع البطاطس المقلية ومشروب غازي

ركزت قائمة طعام برغر كنغ في سنواتها الأولى على الهامبرغر مع تقديم بعض العناصر الأخرى مثل البطاطا المقلية، والمشروبات الغازية، والميلك شيك، والحلويات. بدأت بعد ذلك في توسعة قائمة طعامها فأضافت شطائر الووبر في عام 1957 كوسيلة لتمييز برغر كنغ عن مطاعم البرغر الأخرى في ذلك الوقت. أضافت بعض ذلك العديد من الشطائر التي لا تحتوي على الهمبرغر مثل شطائر الدجاج والأسماك.

## المبيعات
احتلت برجر كنج المرتبة الرابعة بين سلاسل المطاعم الأمريكية للوجبات السريعة من حيث حجم المبيعات السنوية في نهاية عام 2014، وقد جاءت بعد مطاعم ماكدونالدز وستاربكس وصب واي.

## الأنشطة والخدمات الخيرية
انضمت برجر كنج وامتيازاتها إلى العديد من المنظمات الخيرية التي تدعم الأبحاث وعلاج سرطان الأطفال. وتنظم مطاعم السلسلة في كل عام حملة لجمع التبرعات لصالح أبحاث سرطان الأطفال تقوم فيها مطاعمها ببيع بطاقات قابلة للخدش ثمنها دولار أمريكي واحد، وتمنح فرص للعملاء للفوز بالجوائز التي عادةً ما تكون أطعمة أو مشروبات أو رحلات تسوق مجانية.
أنشأت برغر كنج منظمتين غير هادفتين للربح هما مؤسسة «هاف ات يور واي» التي تهتم بتخفيف الجوع والوقاية من الأمراض وتثقيف المجتمع من خلال برامج المنح الدراسية في كليات الولايات المتحدة الأمريكية، ومؤسسة «مكلامور» التي تقدم منحًا دراسية للطلاب في الولايات المتحدة الأمريكية والأقاليم التابعة لها.

## وصلات خارجية
- الموقع الرسمي
- برجر كنج على موقع IMDb (الإنجليزية)
- برجر كنج على موقع الموسوعة البريطانية (الإنجليزية)
- برجر كنج على موقع ميوزك برينز (الإنجليزية)